# 帕兰日
帕兰日（法語：Palinges，法語發音：[palɛ̃ʒ]）是法国索恩-卢瓦尔省的一个市镇，属于沙罗勒区。

## 地理
帕兰日（46°33'15"N, 4°13'11"E）面积36.55 平方千米，位于法国勃艮第-弗朗什-孔泰大區索恩-卢瓦尔省，该省份为法国中部省份，北起顺时针与科多尔省、汝拉省、安省、罗讷省、卢瓦尔省、阿列省和涅夫勒省接壤。
与帕兰日接壤的市镇（或旧市镇、城区）包括：乌德里、热讷拉尔、圣樊尚-布拉尼。

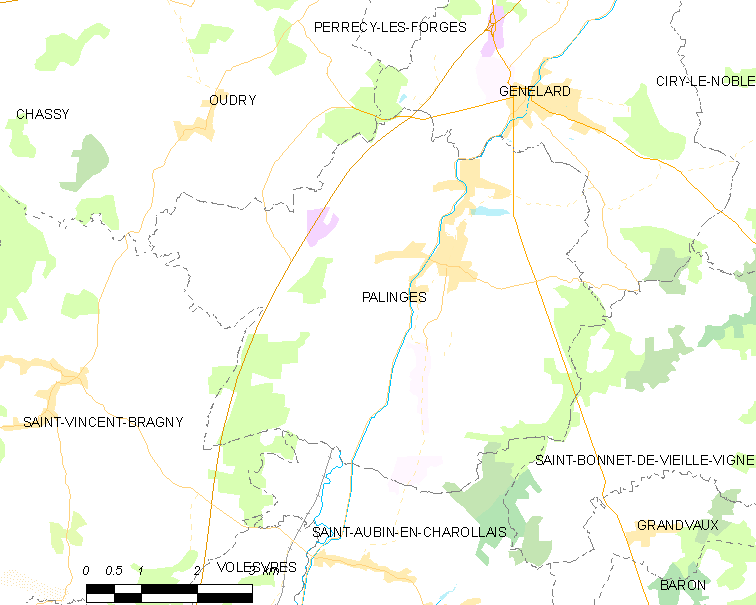
帕兰日的OSM定位图

帕兰日的时区为UTC+01:00、UTC+02:00（夏令时）。

## 行政
帕兰日的邮政编码为71430，INSEE市镇编码为71340。

## 政治
帕兰日所属的省级选区为沙罗勒县。

## 人口

1962-2008年间帕兰日人口变化图示

帕兰日于2022年1月1日时的人口数量为1413人。